# Een koude vakantie
Een koude vakantie is een hoorspel van Peter van Gestel. De NCRV zond het uit op vrijdag 29 december 1967. De regisseur was Johan Wolder. De uitzending duurde 32 minuten.

## Rolbezetting
- Hans Karsenbarg (Caspar Oevraar)
- Corry van der Linden (Bettie)
- Paul van der Lek (dokter Aalbrecht)

## Inhoud
De heer Caspar Oevraar, directeur van een grote fabriek, is bij z’n dokter geweest. Wat is er met hem aan de hand? Eigenlijk niets. Misschien gaat hij wat te laat naar bed. Misschien moet hij wat rustiger leven. Misschien moet hij niet zoveel piekeren… Ja, hoe komt hij van dat piekeren af? Er is toch wel iets vreemds: hij gelooft niet meer in wie hij is! Hij heeft te jong te veel verantwoordelijkheid gekregen. Vóór z’n dertigste was hij al directeur van een grote fabriek. Die fabriek, dat is het ‘m. Hij moet er eens uit. Hij moet eens een tijdje weg. Hij moet de fabriek eens helemaal vergeten. En vergeten wie hij zelf is! Hij moet eens een tocht naar een badplaats maken of zoiets, met niet te veel bagage. Vakantie, alleen! Ervoor zorgen dat niemand weet waar hij is. Hij moet eens praten met mensen die niets met de fabriek te maken hebben, die hem niet lastigvallen met hinderlijke vragen. Kortom, Caspar Oevraar moet spoorloos verdwijnen. Midden in de winter stapt hij in een verlaten badplaats een café binnen, waar hem door een serveerster, Bettie genoemd, gevraagd wordt wat hij wil gebruiken…